# José Luis Villar Palasí
José Luis Villar Palasí (Valencia, 30 de octubre de 1922 - Madrid, 7 de mayo de 2012) fue un intelectual y político español, ministro de Educación y Ciencia entre 1968 y 1973, presidente del Consejo Superior de Investigaciones Científicas de 1971 a 1973 y subsecretario del Ministerio de Comercio (1962-1965). Padre de la Ley General de Educación de 1970, que creó la EGB y el BUP.

## Carrera profesional
Licenciado en Derecho y en Filosofía y Letras (sección de Historia) por la Universidad de Valencia (1945), al finalizar sus estudios se trasladó a la Universidad de Madrid en cuya Facultad de Ciencias Políticas y Económicas trabajó como auxiliar de cátedra de Teoría Económica.
Sus primeros pasos en la Administración estuvieron ligados a destinos técnico-jurídicos: letrado del Consejo de Estado (1947), letrado del Instituto Nacional de Previsión (1950), secretario general (1952-1957) y subsecretario del Ministerio de Información y Turismo (1957-1962), y subsecretario del Ministerio de Comercio (1962-1965).
En 1961 obtuvo la plaza de profesor de la Escuela Nacional de Administración Pública y unos años más tarde (1965) inició su carrera universitaria accediendo a la cátedra de Derecho Administrativo de la Universidad de Madrid.
Su vinculación al CSIC se materializó a través de su presencia en el Patronato «Marcelino Menéndez Pelayo» (1969) y su responsabilidad en la dirección del Instituto de Derecho Administrativo (1973-1980).
Fue ministro de Educación y Ciencia entre 1968 y 1973.

### Ley General de Educación de 1970
Impulsó la Ley General de Educación y Financiamiento de la Reforma Educativa que supuso un importante esfuerzo de modernización del sistema educativo, entre cuyos principales hitos destacan la enseñanza primaria obligatoria hasta los catorce años con la Educación General Básica (EGB) y creó la Universidad Nacional de Educación a Distancia (UNED).
La reforma educativa, además de establecer la EGB, creó el Bachillerato Unificado Polivalente (BUP) y la Formación Profesional (FP). Entre otras prerrogativas, la nueva norma establecía que en las regiones en las que además del español se utilizara otra lengua se estudiaría obligatoriamente una asignatura de esta lengua.

## Publicaciones, cargos y distinciones
Fue autor de numerosos trabajos en revistas españolas y extranjeras, y de varios libros relacionados con el Derecho Administrativo, su principal ámbito de especialización.
Participó en cuatro ocasiones en la Asamblea General de las Naciones Unidas.
Fue miembro de la Real Academia de Jurisprudencia y Legislación (1975) y correspondiente de la de Bellas Artes de Santa Isabel de Sevilla; miembro del Consejo Asesor Académico para los Estudios de las Áreas de Ciencias Jurídicas, Empresariales y Sociales de la Universidad Francisco de Vitoria; catedrático de Derecho Administrativo de la Universidad Complutense de Madrid; catedrático emérito de Derecho Administrativo de la Universidad San Pablo-CEU de Madrid y académico de número de la Real Academia de Jurisprudencia y Legislación. Asimismo, formó parte de diversas asociaciones especializadas en Derecho: Asociación de Derecho Financiero, European Society for Opinion and Marketing Research.
Estuvo en posesión de la Gran cruz de la Orden de Cisneros (1959).

## Condecoraciones
- Gran Cruz de Isabel la Católica (1969)[5]

- Gran Cruz de San Raimundo de Peñafort (1969)[6]
- Gran Cruz de la Orden Civil de Alfonso X el Sabio (1970).[7]
- Gran Cruz de la Orden del Mérito Militar (1971)[8]

- Gran Cruz de la Real y Muy Distinguida Orden de Carlos III (1973).[9]